# Rudi Gores
Rudofl Gores, detto Rudi (Gerolstein, 5 settembre 1957), è un allenatore di calcio ed ex calciatore tedesco, di ruolo attaccante.

## Carriera
Con il Borussia Mönchengladbach vinse una Bundesliga nel 1977 ed una Coppa UEFA nel 1979.

## Palmarès

### Club

#### Competizioni nazionali
- Campionato tedesco: 1

Borussia Mönchengladbach: 1976-1977

#### Competizioni internazionali
- Coppa UEFA: 1

Borussia Mönchengladbach: 1978-1979